# Прощение (фильм)
«Прощение» — украинский фильм-драма режиссёра Николая Лырчикова, снят  в 1992 году

## Сюжет
1977 год, несовершеннолетняя девушка Юля беременеет от водителя автобуса Володи, они решают сделать аборт, но врач сводит их с бездетной супружеской парой. Глава семьи, Владлен Максимович, уговаривает Юлю и Володю сохранить ребёнка и отдать его ему на усыновление, так как его жена не способна иметь детей. За это он обещает Володе крупную сумму денег и работу за границей. Во время родов Юля умирает. Спустя годы, уже после распада Советского Союза, Володя возвращается на родину, чтобы увидеть сына Славу. Владлен Максимович влачит жалкое существование: торгует самогоном и все вырученные на этом деньги пропивает, его жена многие годы находится на лечении в психиатрической больнице. Володя знакомится с сыном, предлагает забрать его жить за границу, но они не находят общий язык, хотя Слава и говорит, что прощает отца. В конце Володя совершает самоубийство, и его хоронят рядом с могилой Юли.

## В ролях
- Вячеслав Шалевич — Владлен Максимович
- Виктор Конисевич[укр.] — Володя
- Елена Полевая — Юля
- Майя Булгакова — Дарья Сергеевна
- Юрий Шлыков — Веревкин
- Павел Кулаков — Слава
- Людмила Гладунко — Наталья, жена Владлена Максимовича
- Афанасий Кочетков — парторг
- Александр Корженков — Сергей
- Дмитрий Крылов — Аркадий Маркович